# ساراتوگا (کالیفرنیا)
ساراتوگا (به انگلیسی: Saratoga) شهری در شهرستان سانتا کلارا ایالت کالیفرنیا است که در سرشماری سال ۲۰۱۰ میلادی، ۲۹۹۲۶ نفر جمعیت داشته است.